# GRIT
A GRIT (fokozatos és viszonzott feszültségcsökkentő kezdeményezések) olyan folyamat, melyben az egyik fél engedményt tesz, hogy rábírja ennek viszonzására a másik felet is a feszültség csökkentése, a konfliktus visszaszorítása érdekében.
A bizalom és a viszonosság normája
A hidegháború tetőzésének évei alatt Charles E. Osgood (1962) és Amitai Etzioni (1962) egymástól függetlenül úgy vélték, hogy az engedmények viszonossága hatékony módszer mind a bizalom kiépítésére, mind pedig a csoportközi feszültségek csökkentésére. Osgood azt javasolta a világ kormányainak, hogy alkalmazzák az úgy nevezett fokozatos és viszonzott feszültségcsökkentő kezdeményezéseket (GRIT: graduated and reciprocated initiatives in tension reduction) a konfliktusok visszaszorítására. 
A GRIT folyamata akkor kezdődik, amikor az egyik fél kinyilvánítja szándékát a konfliktus csökkentésére úgy, hogy némi engedményt tesz az ellenfélnek. A viszonosság normája arra készteti a szemben álló csoportot, hogy ő maga is engedményt tegyen, ha nem akarja megkockáztatni a közvélemény elutasítását. Persze annak a félnek, amely az első engedményt tette, óvatosan kell megtalálnia a középutat az erő és a gyengeség kifejezése között, mivel a teljes kooperáció gyakran az egyik fél kihasználására teremt lehetőséget (Reychler, 1979). Amennyiben az ellenfél szintén engedménnyel reagál, az első csoport már valamivel nagyobb engedményt tehet. Ezután a másik fél ugyanígy folytatja, s a bizalom érzése fokozatosan megszelídíti a feszültséget. Azok a laboratóriumi kísérletek, melyekben nemzetközi tárgyalásokat szimuláltak, megerősítették, hogy a kölcsönös engedmények hatékonyan csökkentik a feszültséget (Lindskold, 1986).
A GRIT és a nemzetközi konfliktusok
A GRIT-ben javasolt stratégiák hatékonyan alkalmazhatók a nemzetközi kapcsolatok területén. 1963 júniusában John F. Kennedy elnök, felhívta a figyelmet a nukleáris háború veszélyére, bejelentette a légköri nukleáris robbantások amerikai részről történő egyoldalú szüneteltetését, és ígéretet tett, hogy egészen addig nem folytatják azokat, amíg egy másik ország nem kezdeményez. Két hónapon belül a szovjet miniszterelnök, Nyikita Hruscsov leállította a szovjet stratégiai bombázók gyártását, elfogadta a forró dróton történő kommunikáció lehetőségét veszély esetén Moszkva és Washington között, és aláírta a nukleáris kísérletek korlátozásáról szóló szerződést. Ehhez hasonlóan 1977-ben az egyiptomi miniszterelnök, Anvar Szadat váratlan kezdeményező lépése Jeruzsálembe utazásával a Camp David-i béketárgyalásokhoz, valamint az Izrael és Egyiptom közötti viszonyt normalizáló államközi szerződéshez vezetett. Ezek és hasonló esetek bizonyítják,h hogy a GRIT hatékony lehet a nemzetközi feszültségek csökkentésben (Druckman, 1990; Etzioni, 1967).
A volt szovjet vezető, Mihail Gorbacsov külpolitikai kezdeményezéseinek tulajdonítják a hidegháború megszűnését a közelmúltban az Egyesült Államok és a Szovjetunió között. Az 1980-as évek közepén Gorbacsov számos találkozót indítványozott az akkori elnökkel, Ronald Reagannel, melyek eredménye a közepes hatótávolságú nukleáris fegyverek megsemmisítéséről szóló szerződés lett. Később Gorbacsov kivonta a szovjet csapatokat Afganisztánból, majd normalizálta a kapcsolatokat Kínával. Ezek voltak a hatalmas politikai változások és a szocialista rendszer összeomlásának kezdő lépései Kelet-Európában, sőt magának a Szovjetunió fölbomlásának is. Bár a történészek nem fognak egyetérteni abban, hogy mindebből melyek azok a komplex hatások, amelyek érvényesülnek majd a következő évtizedekben, Gorbacsov békéltető gesztusai kétségkívül világszerte nagymértékben hozzájárultak a feszültségek csökkentéséhez.
Források
1. ↑  Smith, E. R. & Mackie, D. M. (2001) Szociálpszichológia, Osiris Kiadó, Budapest
2. ↑  Osgood, C. E. (1962). An alternative to war or surrender. Urbana, IL: University Of Illinois Press.